# Ajah Berdosa
Ajah Berdosa (EYD: Ayah Berdosa; letteralmente, in italiano, Il padre peccatore) è un film del 1941 realizzato nelle Indie orientali olandesi. Diretto da Wu Tsun per la Star Film e interpretato da M. Arief, S Waldy, Elly Joenara e Soetijem, mostra la storia di un villico di nome Mardiman che, in un periodo di diversi anni, perde tutto a causa della sua infatuazione per una donna "moderna". Come tutte le produzioni della compagnia cinematografica, è considerato perduto.

## Trama
Con sforzo e duro lavoro, un giovane villico di nome Mardiman, è riuscito ad avere una carriera di successo come scriba tutto da solo: infatti sua moglie Warsiah e la sua famiglia non sono stati in grado di aiutarlo, poiché nessuno di loro ha alcuna influenza nel settore. Non molto tempo la venuta alla luce un figlio, viene promosso e gli viene chiesto di lavorare in città. Lì si infatua di una donna di città sofisticata, una più "moderna" di Warsiah.
Mardiman quindi divorzia e abbandona suo figlio malato in modo da poter stare con questa nuova compagna, ma presto spende tutti i suoi soldi cercando di compiacerla e di regalarle uno stile di vita d'alta classe. Incapace di sostentarsi, ma non disposto ad abbandonare il suo amore e tornare al villaggio, inizia a sottrarre denaro dal suo ufficio. Dopo essere stato scoperto, viene imprigionato e perde tutto ciò che aveva.
Dopo essere stato scarcerato, Mardiman non è in grado di trovare un impiego onesto. Alla fine inizia a lavorare nel commercio illegale di arak. Quando la polizia fa irruzione nella struttura, viene gravemente ferito e mandato in ospedale, dove viene curato da Warsiah - che nel frattempo era diventata un'infermiera - e dal figlio, ora medico. Si pente presto dei suoi peccati e si riconcilia con la sua famiglia.

## Produzione
Ajah Berdosa venne diretto da Wu Tsun per la Star Film di Jo Eng Sek, mentre la fotografia venne curata da Chok Chin Hsien. La sceneggiatura è di Saeroen, un giornalista nativo indonesiano che era stato assunto dalla casa cinematografica in occasione del debutto alla regia di Wu, Lintah Darat (sempre del 1941). Girato in bianco e nero a Batavia (ora Giacarta), fu interpretato da M. Arief, S Waldy, Elly Joenara e Soetijem.

## Distribuzione e conservazione

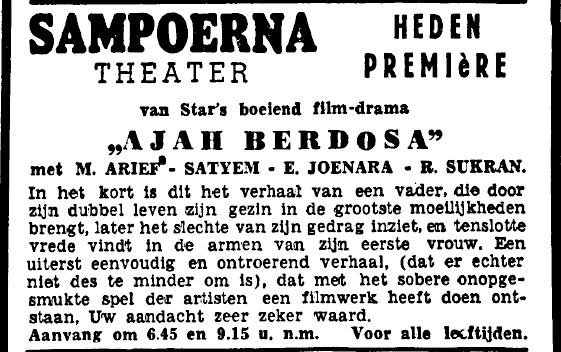
Una pubblicità del film su un quotidiano locale

Ajah Berdosa uscì nelle sale della colonia nel 1941, e nei primi di gennaio dell'anno successivo era stato distribuito fino a Surabaya. Adatto ad un pubblico di tutte le età, venne pubblicizzato come «una storia estremamente semplice e toccante». Un critico anonimo del Soerabaijasch Handelsblad lo raccomandò per la qualità della sua recitazione e degli aspetti tecnici, definendolo ricco di «slancio e dinamico», necessarie per il successo.
Si ritiene che esso sia ora perduto, dato che tutti i film dell'epoca erano stati girati su pellicole di nitrato di cellulosa infiammabili e che il magazzino della Produksi Film Negara, dove erano conservati, venne distrutto da un incendio nel 1952, appiccato forse deliberatamente per eliminare le bobine in nitrato. Di fatto l'antropologo visuale statunitense Karl G. Heider suggerì che ogni opera cinematografica indonesiana realizzata prima degli anni Cinquanta sia ormai da considerare irrecuperabile. Tuttavia, lo storico del cinema JB Kristanto, nel suo Katalog Film Indonesia 1926-1995, riporta che diversi lungometraggi sopravvissero negli archivi della Sinematek Indonesia e il collega Misbach Yusa Biran aggiunge, scrivendo nel suo saggio Sejarah Film 1900–1950: Bikin Film di Jawa del 2009, che a salvarsi furono numerosi film di propaganda giapponesi, sfuggiti al Servizio informazioni del governo olandese.